# Dyrehaven

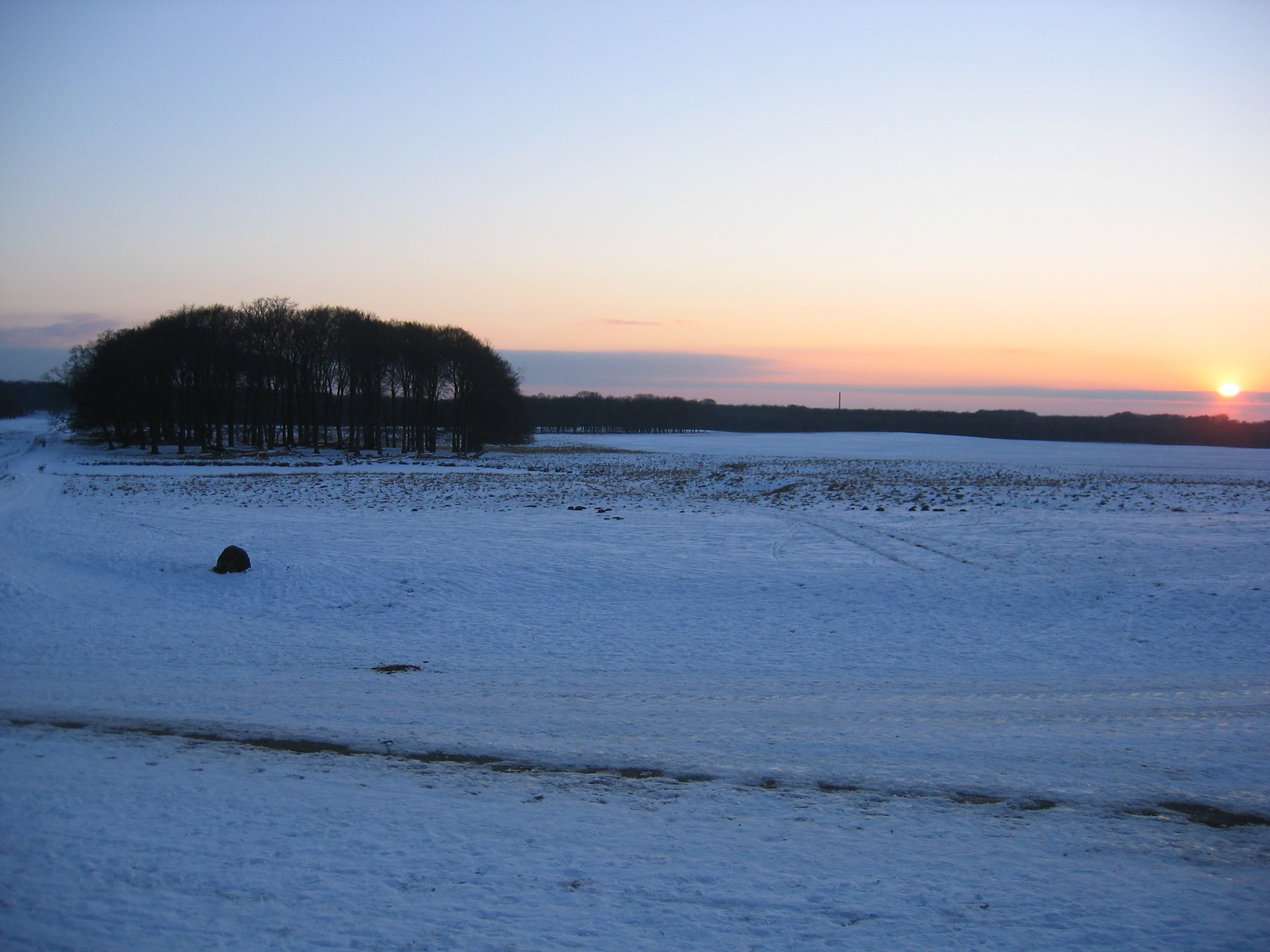
Eremitagesletten in zonsondergang.

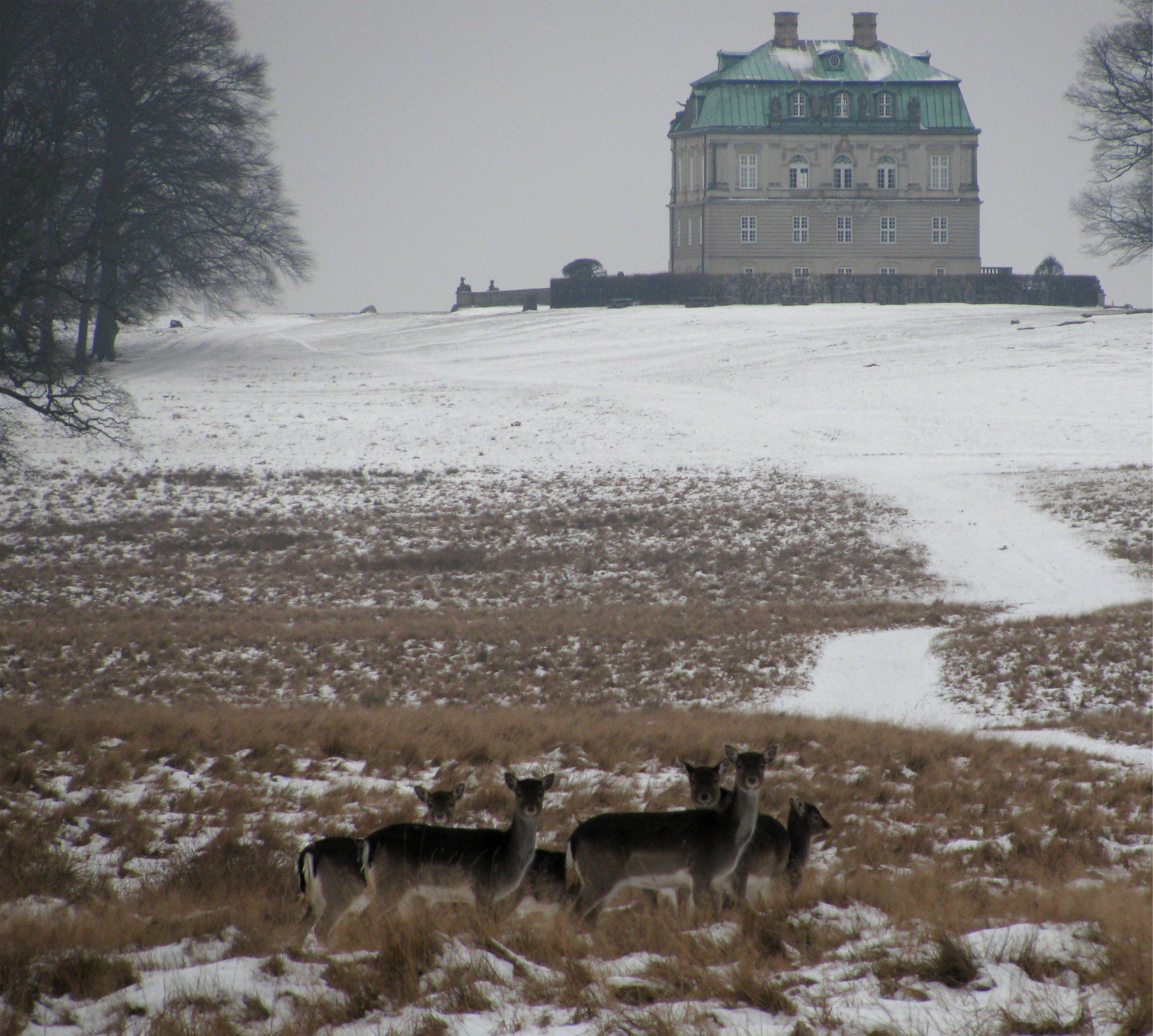
Damherten voor Eremitageslottet

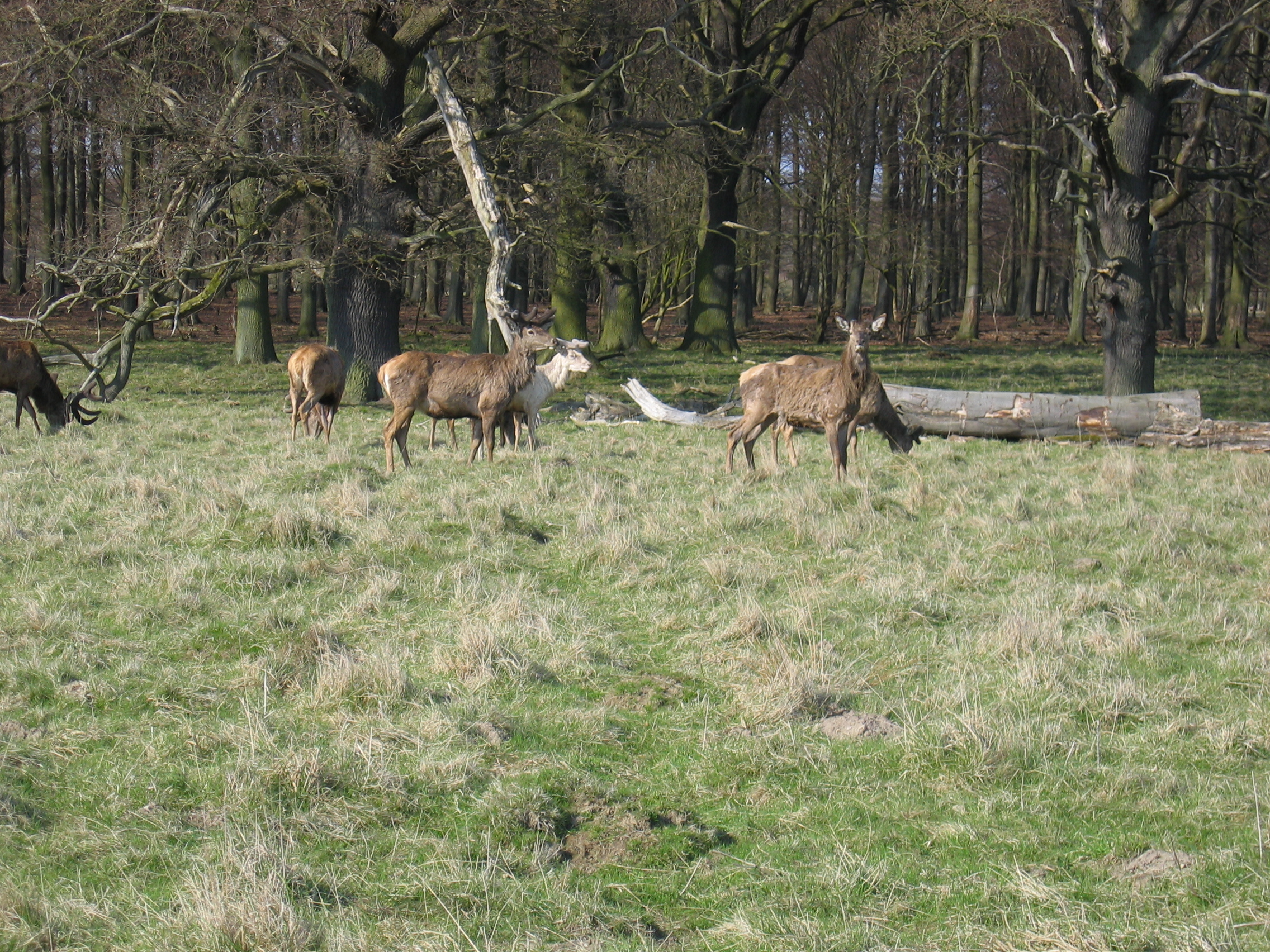
Edelherten op Eremitagesletten

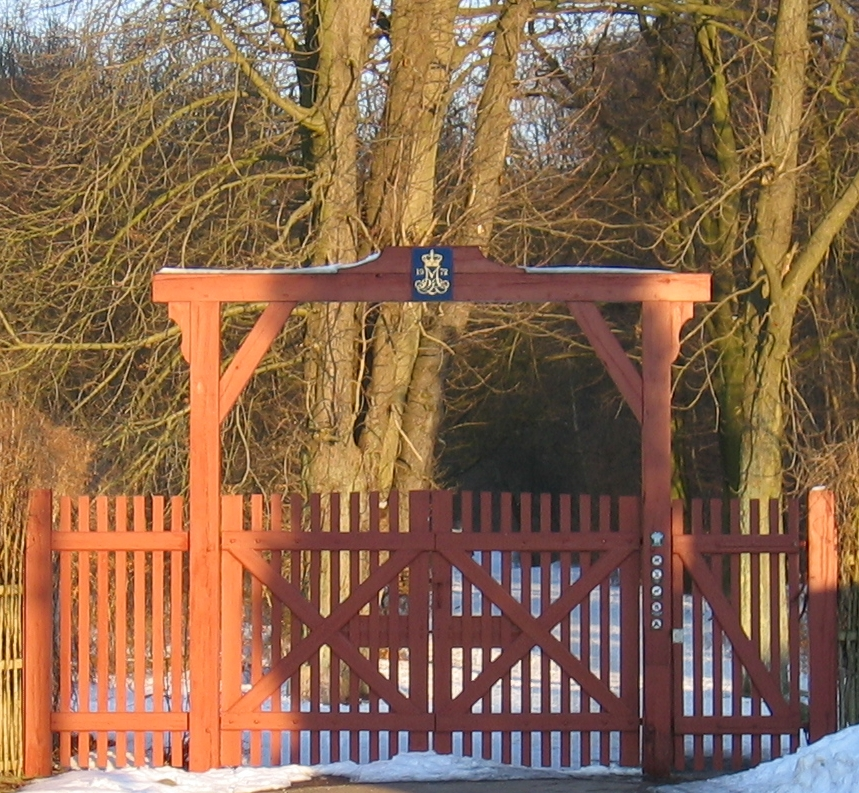
Vesthus, een van de toegangen

Dyrehaven of Jægersborg Dyrehaven (letterlijk Dierenpark in het Deens) is een park ten noorden van Kopenhagen in de gemeente Lyngby-Taarbæk met een oppervlakte van circa 1.100 hectare. Dyrehaven is ontstaan als omheinde jachtgrond voor het Deens Koningshuis. Midden in het park bevindt zich het jachtslot, Eremitageslottet.
Het park maakt sinds 2015 deel uit van UNESCO werelderfgoedlocatie het par force-jachtlandschap in Noord-Seeland en ontvangt zo'n 7,5 miljoen bezoekers per jaar.

## Geschiedenis
In 1669 liet koning Frederik III van Denemarken een bosgebied van circa 3 km² omheinen om er op wild te kunnen jagen. Zijn opvolger, koning Christiaan V, breidde dit jachtgebied verder uit tot de huidige omvang. Christiaan V bracht enige tijd door aan het hof van de Franse koning Lodewijk XIV, waar hij kennis maakte met de parforce jacht, een vorm van jagen waarbij het wild wordt uitgeput door het te achtervolgen met honden. Dit vroeg om een groter jachtgebied.
In de 19e eeuw werden er paardenraces gehouden in het park en in 1897 werd de eerste voetbalwedstrijd van Denemarken er gespeeld. Tegenwoordig wordt er jaarlijks de Heremitageloop (Eremitageløbet) en Hubertusjacht gehouden.

## Onderdelen van Dyrehaven

### Eremitagesletten
Eremitagesletten is een gebied in het noorden van Dyrehaven. Dit gebied was oorspronkelijk de locatie van het dorp Stokkerup, maar dit werd door Christiaan V onteigend bij de uitbreiding van het park. Het stervormige patroon van de paden in dit deel is typische voor gebieden waar parforce jacht werd bedreven. Middenin Eremitagesletten staat Eremitageslottet, een jachtslot gebouwd tijdens het koningschap van Christiaan V.

### Mølleåen
Mollåen is een gebied ten noorden van Eremitagesletten, in de buurt van Raadvad, langs de rivier de Molleå.

### Fortunens Indelukke
Fortunens Indelukke ligt aan de westkant van Dyrehaven met een eigen hek, waardoor herten geen toegang hebben tot dit deel van het park.

### Ulvedalene
Ulvedalene is het meest heuvelachtige deel van Dyrehaven, een sleewedstrijd wordt 's winters in dit deel van het park gehouden. Ulvedalsteateret (het Ulvedaltheater) heeft 39 jaar lang theatervoorstellingen in dit deel van het park uitgevoerd. De eerste keer was in de zomer van 1910, met een voorstelling van Adam Gottlob Oehlenschläger's Hagbart en Signe. Het idee hiervoor kwam van acteur Adam Poulsen en producent Henrik Cavling. Architect Jens Ferdinand Willumsen ontwierp ruimte voor circa 4.000 zit- en 2.000 staplaatsen, waardoor de toegangsprijzen betaalbaar bleven. Het theater hield het vol tot aan 1949, maar in 1996 maakte het een nieuwe start dankzij actrice Birgitte Price met een voorstelling van Johan Ludvig Heiberg's Elverhøj, gesponsord door het Koninklijk Deens Theater, de gemeente Lyngby-Taarbæk en Kulturby'96. Sindsdien zijn er meer voorstellingen geweest, de laatste in juni 2006.

### Von Langens Plantage
Dit is het meest zuidelijke, en meestbezochte deel van Dyrehaven.

#### Dyrehavsbakken
Dyrehavsbakken, kortweg Bakken, is 's werelds oudste pretpark en ligt aan de zuidkant van Dyrehaven.

#### Kirsten Piils Kilde
Kirsten Piils Kilde (Kirsten Piil's bron) is een bron ontdekts in 1583 door Kirsten Piil, over wie maar weinig bekend is. Volgens de legende was ze een vrome vrouw, die door haar toewijding voor het geloof, de bron genezende werking gaf, waardoor het een pelgrimsplaats werd voor de zieken, die het water dronken.

#### Peter Lieps Hus
Peter Lieps Hus (Peter Liep's huis) is tegenwoordig een bekend restaurant. Het is genoemd naar de eerste scherpschutter van Dyrehaven, Peter Liep. Het huis heette oorspronkelijk Kildehuset (bronhuis) en zou gebouwd zijn tegen het einde van de 18e eeuw. In de jaren 1860 werden er twee verdiepingen bovenop gebouwd waardoor het gebouw een plomp uiterlijk kreeg. Peter Liep verkreeg het gebouw in 1888. In september 1915 brandde het tot de grond af, maar in 1916 werd het opnieuw opgebouwd. In 1928 brandde het opnieuw af na brandstichting en opnieuw werd het opgebouwd, naar de huidige vorm. Enkele jaren later werden een paviljoen en toletten toegevoegd. In 1952 brak er opnieuw brand uit, maar het vuur werd gedoofd met enkel een gat in het rieten dak als gevolg. Later diezelfde dag brak er echter brand uit in de bijgebouwen, die volledig uitbrandden, maar het hoofdgebouw kon worden gered. De bijgebouwen zijn in 1954 opnieuw opgebouwd en een nieuw paviljoen is in 1960 bijgebouwd. Het hele gebouwencomplex staat bekend als "Peter Lieps Hus", ook al is het een heel ander gebouw dan de woning van Peter Liep.

#### Fortunen
Fortunen (het Fortuin) is een voormalige boswachterspost aan de Koninklijke route naar Dyrehaven. Het gebouw is genoemd naar de Romeinse godin van het geluk, Fortuna. Tegenwoordig is er een hotel/restaurant gevestigd in het gebouw.

## Planten en dieren
Het bos bestaat uit verschillende soorten loofbomen, waaronder eeuwenoude eikenbomen.
In het park leven circa 2,000 herten van verschillende soorten namelijk edelherten (ca. 1600 stuks), damherten (ca. 300) en Sikaherten (ca. 100). In de vijver Iglehullet leven bloedzuigers, Triops en schaaldieren.

## Toegangen
Het park heeft negentien toegangspoorten, elk van deze toegangen tot het park bestaat uit een karakteristieke rode poort met daarbij een wachthuis voor de parkwachters. Omdat het onderhoud van deze poorten niet meer betaald wordt door het ministerie, dat verantwoordelijk is voor het park, dreigen sommige van deze poorten gesloopt te worden. Twee ervan zijn reeds gesloopt, en twee andere wacht mogelijk eenzelfde lot.
Vanuit Station Klampenborg kan men een paard en wagen huren voor een rondrit, of als vervoer naar het attractiepark Bakken.

## Galerij

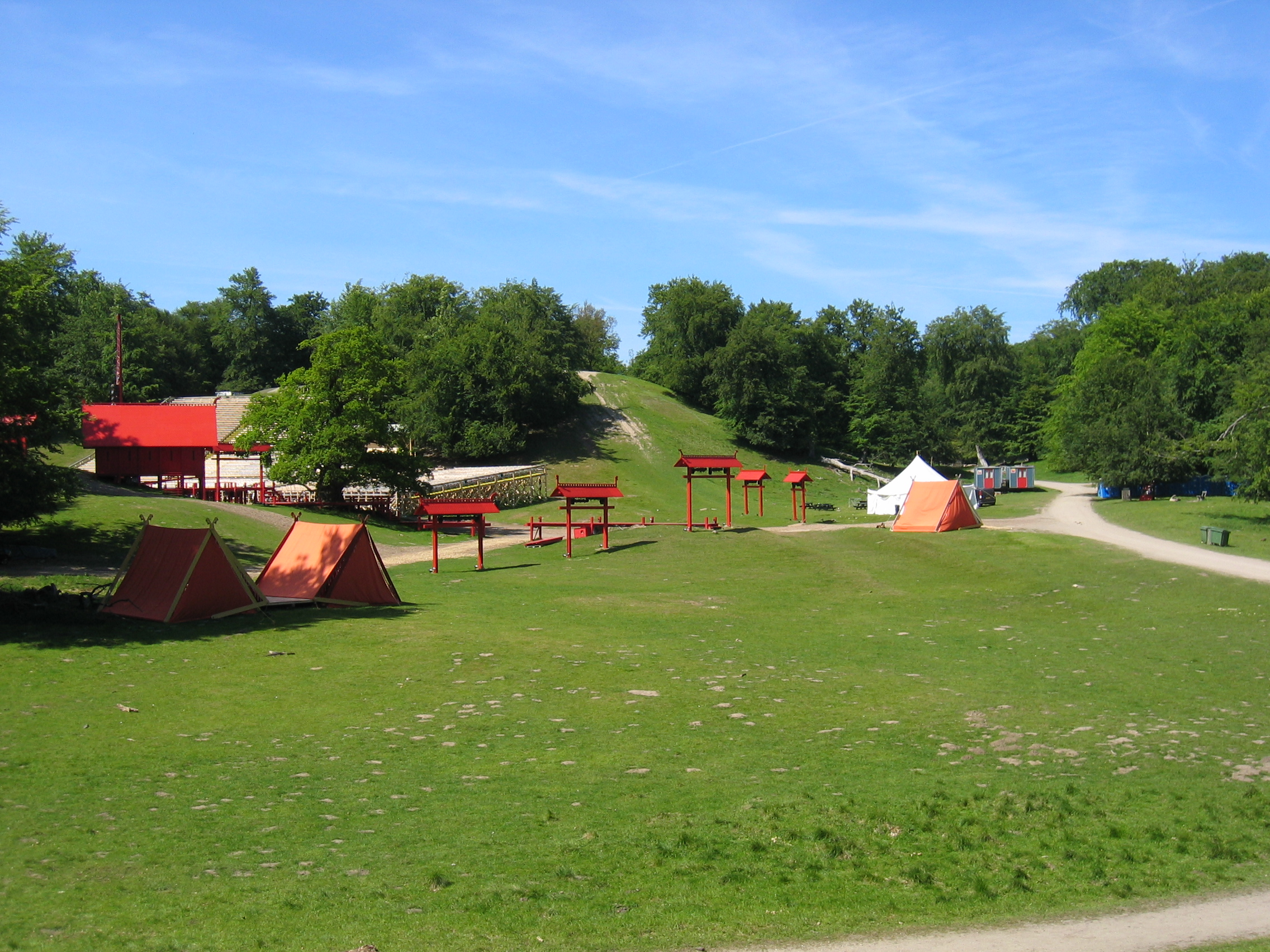
Ulvedalene. De tenten en opbouw zijn onderdeel van een theaterproductie.
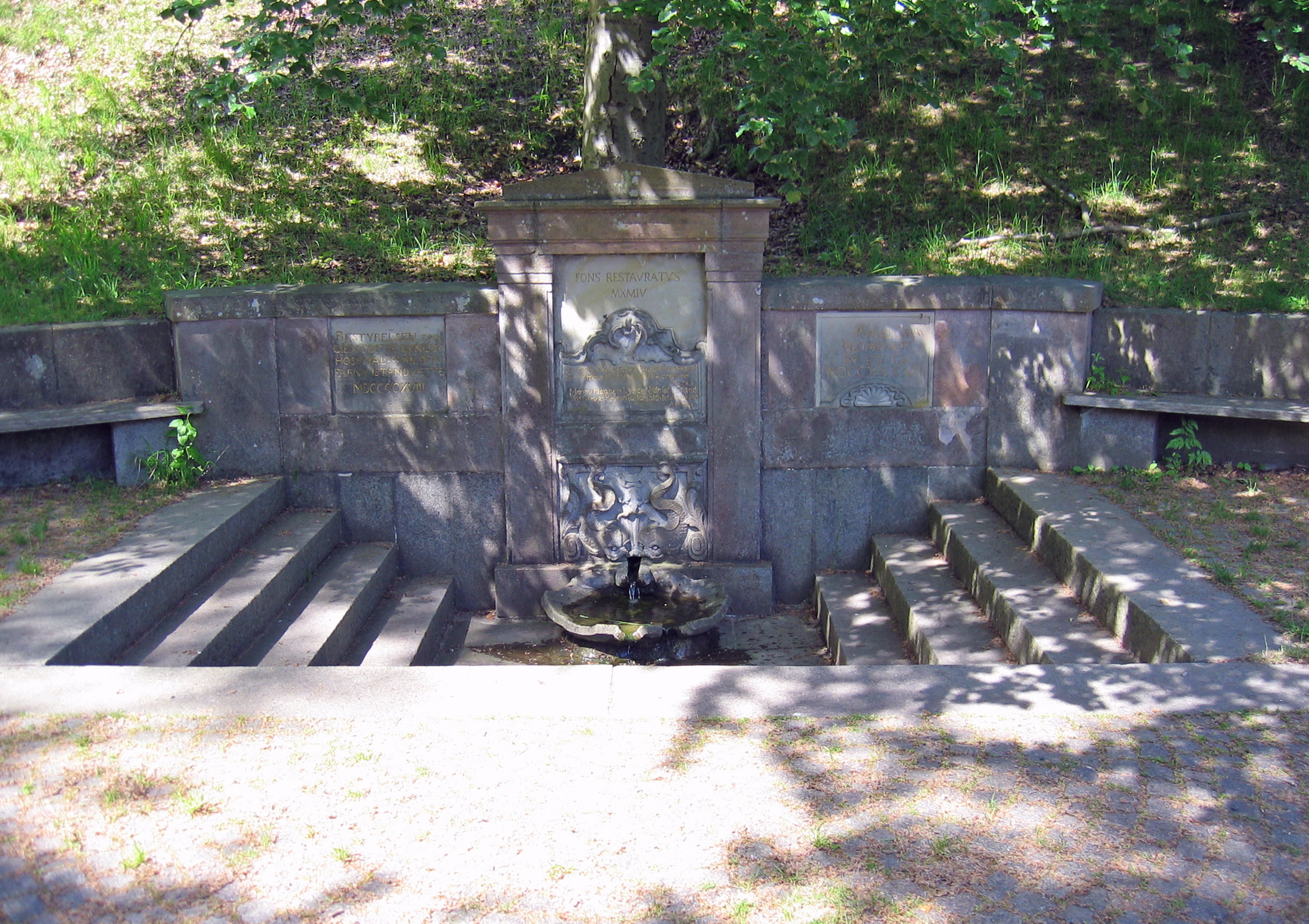
Kirsten Piil's bron, het water is nog altijd drinkbaar
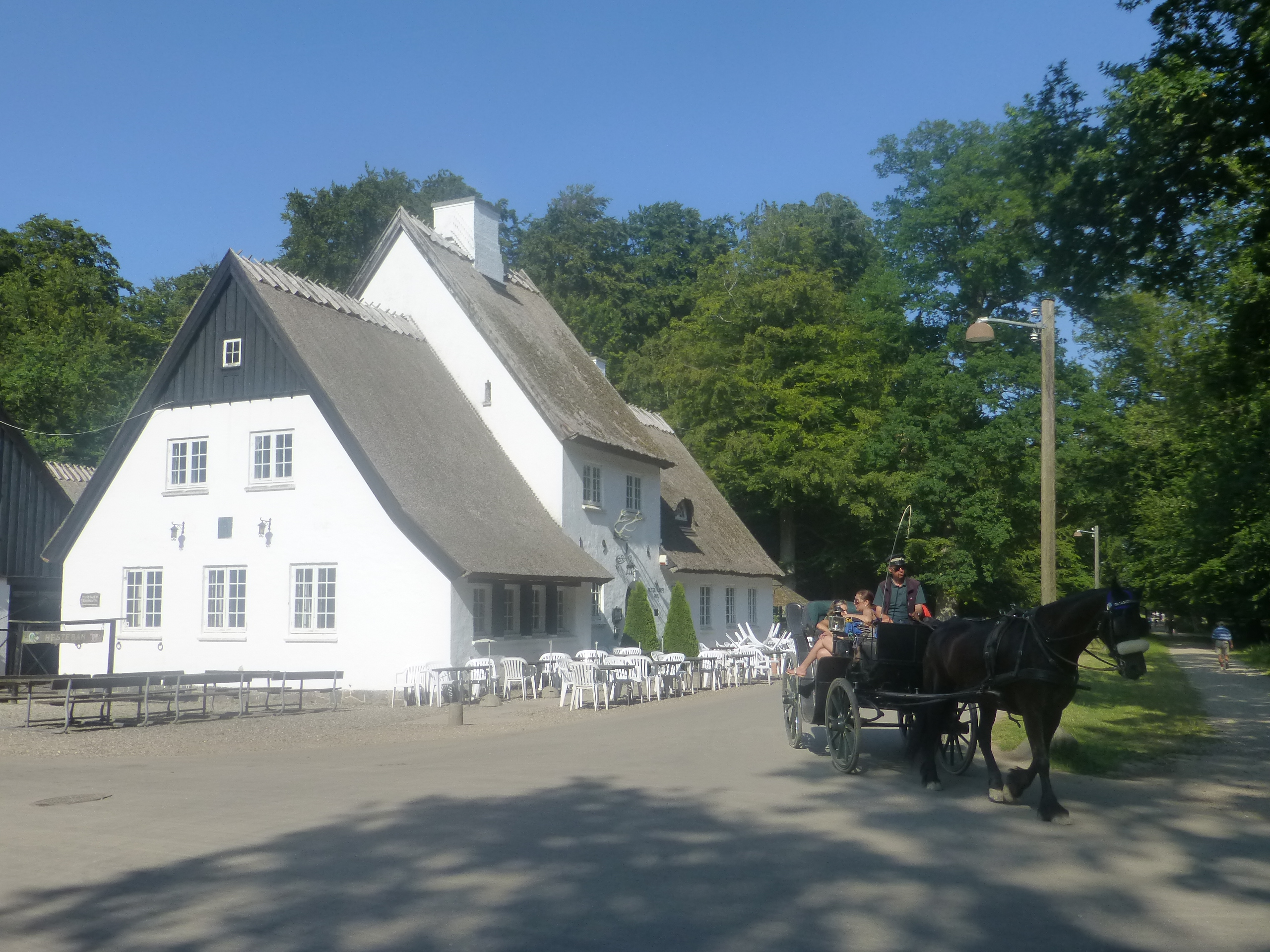
Peter Lieps Hus
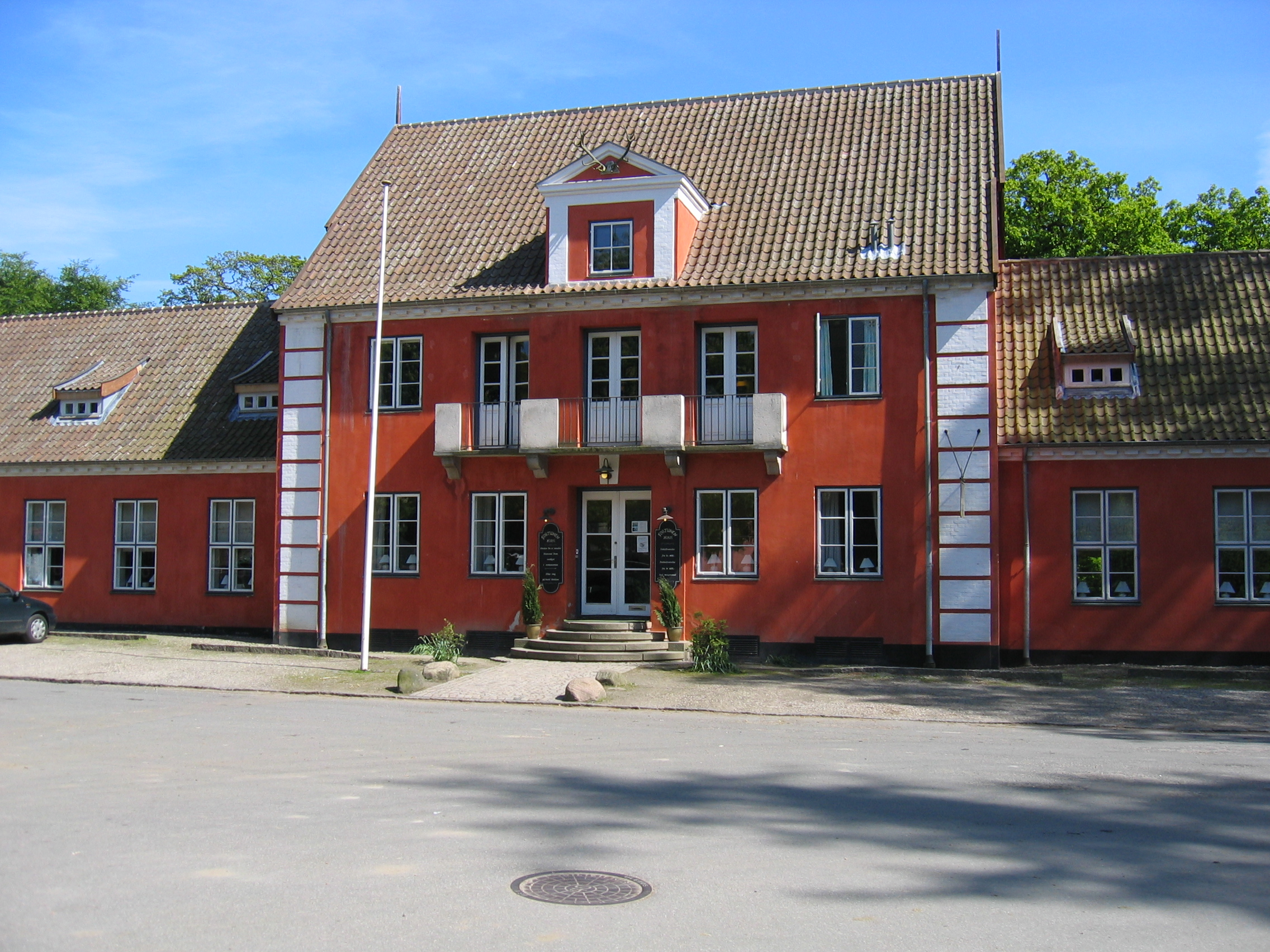
Fortunen restaurant